# Antonito
Antonito è una città della contea di Conejos, Colorado, Stati Uniti. Al censimento del 2010, la popolazione era di 781 abitanti.

## Geografia fisica
Secondo lo United States Census Bureau, ha un'area totale di 0,40 mi² (1,04 km²).

## Storia
Antonito nacque come campo di allevamento delle pecore conosciuto come San Antonio Junction, in riferimento alla sua vicinanza ai fiumi Conejos e San Antonio. Quando la Denver & Rio Grande Railroad costruì la sua linea a sud di Alamosa, la città fu rinominata in Antonito e divenne una città importante sulla linea ferroviaria. La città fu fondata nel 1889. Attualmente non ci sono grandi industrie situate ad Antonito, ma la storica Cumbres & Toltec Scenic Railroad ha un capolinea ad Antonito e l'altro a Chama, Nuovo Messico. La C&TS ha anche strutture di manutenzione e una stazione di smistamento in città.

## Società

### Evoluzione demografica
Secondo il censimento del 2010, la popolazione era di 781 abitanti.

### Etnie e minoranze straniere
Secondo il censimento del 2010, la composizione etnica della città era formata dal 67,9% di bianchi, lo 0,8% di afroamericani, il 4,4% di nativi americani, lo 0,1% di asiatici, lo 0,5% di oceanici, il 21,5% di altre razze, e il 4,9% di due o più etnie. Ispanici o latinos di qualunque razza erano l'85,1% della popolazione.